# Amphiura ecnomiotata
Amphiura ecnomiotata är en ormstjärneart som beskrevs av Hubert Lyman Clark 1911. Amphiura ecnomiotata ingår i släktet Amphiura och familjen trådormstjärnor. Inga underarter finns listade i Catalogue of Life.